# Kamińskie (województwo podlaskie)
Kamińskie – wieś w Polsce położona w województwie podlaskim, w powiecie kolneńskim, w gminie Grabowo.
Na przełomie 1783/1784 wieś leżała w parafii Grabowo, dekanat wąsoski diecezji płockiej i była własnością sześciu rodzin szlacheckich: Czaplickiego, Kurzątkowskiego, Kuczyńskiego, Rutkowskiego, Szymanowskiego i Szczuki. W latach 1975–1998 miejscowość administracyjnie należała do województwa łomżyńskiego.
Wierni kościoła rzymskokatolickiego należą do parafii św. Jana Chrzciciela w Grabowie.